# The Other Sister
The Other Sister (bra: Simples como Amar; prt: A Outra Irmã) é um filme estadunidense de 1999, do gênero comédia dramático-romântica, dirigido por Garry Marshall e estrelado por Juliette Lewis, Giovanni Ribisi, Diane Keaton, e Tom Skerritt. 

## Sinopse
O namoro de uma garota com problemas mentais não tem a aprovação da mãe dela, que passa a buscar mais liberdade.

## Elenco
- Juliette Lewis (Carla Tate)
- Diane Keaton (Elizabeth Tate)
- Giovanni Ribisi (Danny McMann)
- Tom Skerritt (Radley Tate)
- Poppy Montgomery (Caroline Tate)
- Sarah Paulson (Heather Tate)
- Linda Thorson (Drew)
- Joe Flanigan (Jeff)
- Juliet Mills (Winnie)
- Tracy Reiner (Michelle)
- Hope Alexander-Willis (Marge)
- Harvey Miller (Dr. Johnson)
- Hector Elizondo (Ernie)
- Alma Yvonne (Rachel)

## Recepção
The Other Sister recebeu críticas negativas na maior parte dos críticos e mantém uma classificação de 29% em Rotten Tomatoes. Roger Ebert avaliado o filme em uma das quatro estrelas possíveis, e disse que o filme era "tão por cima sentimental que faz Patch Adams e Stepmom olharem estoicos e reservados".

## Prémios e nomeações
Framboesa de Ouro
- Indicada
  - Pior atriz coadjuvante[carece de fontes?]

## Trilha sonora
The Other Sister: Music from the Motion Picture foi lançado em 23 de fevereiro de 1999. A canção principal da trilha sonora foi "The Animal Song", de Savage Gardenm que alcançou a 109ª posição na Billboard 200.[carece de fontes?]